# Fritz Neuböck
Fritz Neuböck  (* 10. Mai 1965 in Ebensee) ist ein österreichischer Dirigent, Komponist und Musiker.

## Leben
Der musikalische Werdegang von Fritz Neuböck begann am Klavier und an der Trompete bei der Landesmusikschule Ebensee. Neuböck studierte am Brucknerkonservatorium Linz das Klavier, Trompete sowie Dirigieren (Sinfonieorchester) und schloss die Diplomprüfung 1997 erfolgreich ab.
Seit 1985 ist er Lehrer an der Landesmusikschule Ebensee für Trompete und Dirigieren und seit 1998 leitet er die Landesmusikschule, an der einst seine Musikerausbildung begann.
Von 1992 bis 1995 war Neuböck Kapellmeister der Stadtkapelle Steyr. Ebenfalls 1992 gründete er des Bezirksjugendorchesters Gmunden und ist bis heute dort Dirigent. Seit 1998 ist er auch Kapellmeister der Feuerwehrmusik Langwies und seit 2002 auch Dirigent des Streichorchesters der Musikfreunde Ebensee.
Fritz Neuböck ist Bezirkskapellmeister des OÖBV Gmunden und seit 1990 als Komponist tätig.

## Werke (Auszug)
- Des Riesen Nixe (The Giant's Mermaid) (frigomusic)
- Schloß Orth (Carpe Diem Musikverlag)
- Festival Suite (MCS)
- Spirit of Music (Carpe Diem Musikverlag)
- Albtraum eines missbrauchten Jungen (MCS – De Haske)
- Simple Melody (Carpe Diem Musikverlag)
- Fiesta (Musikverlag Rundel)
- Wedding Day (Carpe Diem Musikverlag)
- A Journey to Riva (Carpe Diem Musikverlag)
- Giuseppe (Carpe Diem Musikverlag)
- Drei Miniaturen for Concert Band (Carpe Diem Musikverlag)
- In Love with a Bugle (Carpe Diem Musikverlag)
- It's Showtime (Carpe Diem Musikverlag)
- Musik, das Fünfte Element (Carpe Diem Musikverlag)
- Poème Bleu (Carpe Diem Musikverlag)
- Scherzetto - Oboe Solo & Concert Band (Carpe Diem Musikverlag)
- Three Times Blood (Carpe Diem Musikverlag)
- Viva La Musica (Carpe Diem Musikverlag)
- Windfonietta (Carpe Diem Musikverlag)
- Bells and Pipes of Freedom (Tierolff Muziekcentrale)
- High Up in the Sky (Tierloff Muiziekcentrale)